# Acanthogorgia sibogae
Acanthogorgia sibogae is een zachte koraalsoort uit de familie Acanthogorgiidae. De koraalsoort komt uit het geslacht Acanthogorgia. Acanthogorgia sibogae werd in 1947 voor het eerst wetenschappelijk beschreven door Stiasny. 